# أناتوليوس
أناتوليوس (باليونانية: Ανατόλιος Λαοδικείας )‏ (و. القرن 3 – 283 م) هو قسيس، وفيلسوف، ورياضياتي من روما القديمة، ولد في الإسكندرية، توفي في اللاذقية.

## مناصب
تولى منصب أسقف.